# 武继烈
武继烈（1946年2月—），男，汉族，江苏句容人，中华人民共和国政治人物，曾任西藏自治区人民政府副主席，西藏自治区人大常委会副主任，江苏省政协副主席。